# Centre national de recherche agronomique
Le Centre national de recherche agronomique (CNRA), est un centre de recherche agronomique ivoirien, fondé en avril 1998 par la fusion de plusieurs instituts de recherche agronomique spécialisés, notamment de l’IDESSA (Institut des savanes), l’IDEFOR (Institut des forêts) et du CIRT (Centre ivoirien de recherche technologique),,. Son Directeur Général actuel est le Professeur Abdourahamane Sangaré. Son siège est situé à Adiopodoumé Km17 route de Dabou, Abidjan. Le CNRA, dont le statut juridique est celui d'une société anonyme à participation financière publique, assure un service public de recherche avec une gestion de type privé. Le capital social, de 500 millions de francs CFA, est détenu pour 60 % par l'État de Côte d'Ivoire et pour 40 % par les opérateurs agricoles et agro-industriels opérant en Côte d'Ivoire.

Principalement en Côte d’Ivoire et en tous pays, le CNRA place au cœur de ses actions, l’accroissement de façon durable de la production et de la productivité dans les domaines agricole et agro-industriel par des recherches sur les productions végétales, animales et forestières, les systèmes de production, les méthodes de conservation et de transformation, ainsi que par l’adaptation des innovations technologiques en milieu rural ; le transfert des acquis scientifiques et techniques auprès des opérateurs publics ou privés, locaux ou extérieurs et la valorisation de l’expertise des ressources humaines auprès des opérateurs publics ou privés, locaux ou extérieurs.
Le CNRA a pour missions de :

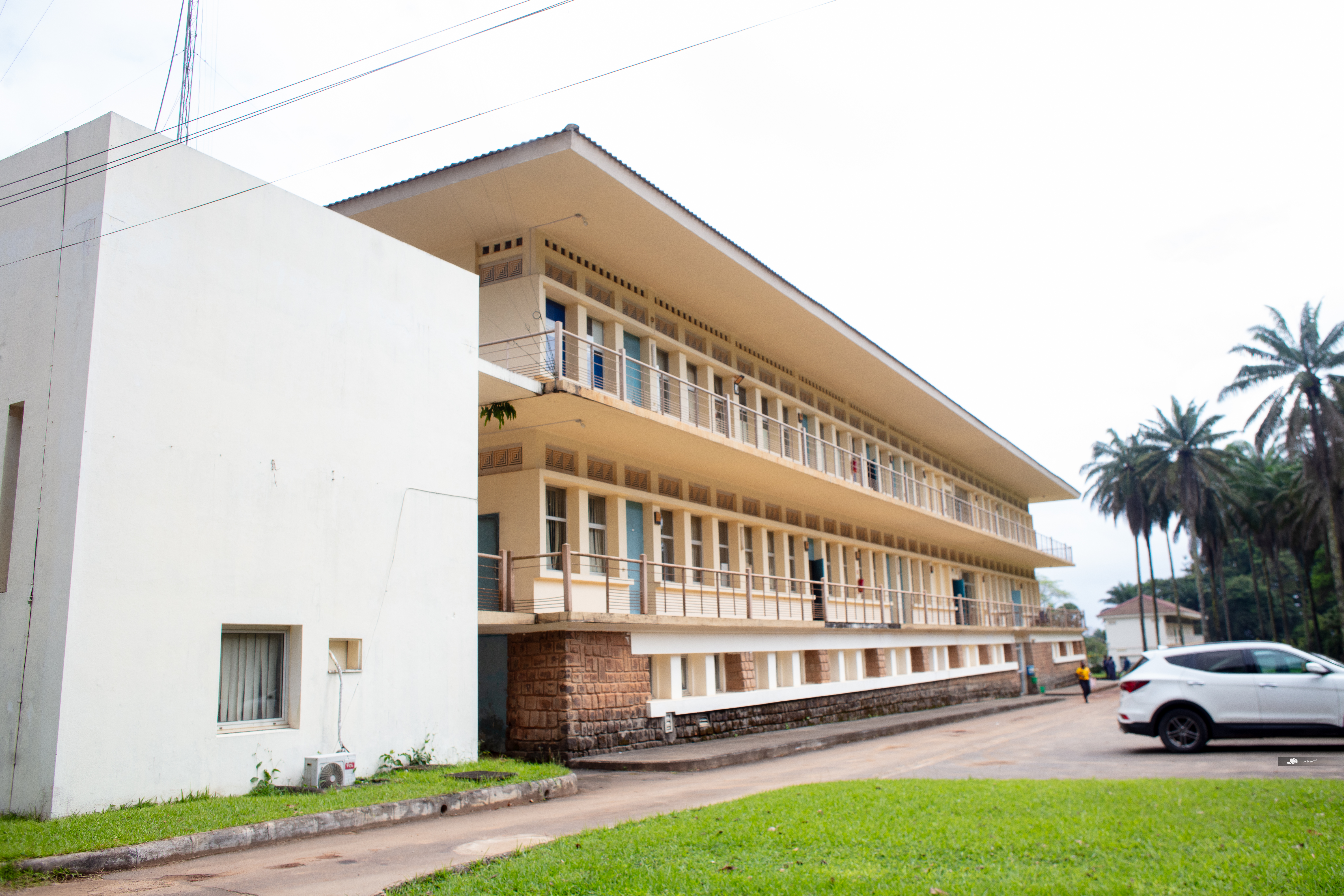
La Direction Générale du CNRA à Adiopodoumé au Km17 sur la route de Dabou

- Initier et exécuter des recherches en vue d’assurer :
  - l’amélioration des cultures destinées à l’exportation, l’amélioration de la productivité des cultures vivrières indispensables à la sécurité alimentaire et susceptibles, à terme, de faire reculer la pauvreté de façon significative,
  - la promotion et le développement de nouveaux produits exportables,
  - l’intensification et la stabilisation des systèmes d’élevage et de systèmes régionaux à base de vivriers, en intégrant l’élevage et l’introduction des différents arbres utilitaires, À travers une modernisation de l’exploitation, par la gestion durable des sols, la gestion intégrale des déprédateurs, la gestion des eaux, etc., la mise au point de techniques respectant l’environnement et adaptées aux besoins des producteurs et des productrices à faibles revenus,
  - l’amélioration et la diversification des produits d’origine animale,
  - la dynamisation de la recherche technologique, notamment la conservation, la transformation des produits agricoles et l’adaptation de la petite technologie en milieu rural,
- Mobiliser autour de la recherche agronomique nationale, sur le plan financier comme sur le plan technique, les partenaires privés, incluant les OPA et l’État, afin de garantir et de pérenniser ses ressources financières et les compétences pour l’exécution des activités ;
- Doter les services de la recherche agronomique d’une capacité de propositions, de moyens humains, matériels et financiers en rapport avec la demande ;
- Apporter un appui aux groupes sociaux les plus vulnérables (femmes, petits exploitants, jeunes déscolarisés, etc.) par la formation technique et professionnelle aux métiers de la terre dans les centres de recherche et de production spécialisés.

Le CNRA dispose de plusieurs stations de recherche sur l'ensemble du territoire ivoirien, à Abidjan, Bouaké, Gagnoa, Korhogo et Man,,.

## Listes des directeurs généraux
- Dr Sié Koffi, historien fut directeur général du Cnra de 1998 à 2005. Dr Yoh Tiemoko, adjoint succède à Dr Sié Koffi qui décède à la suite d'un malaise dans son village à la veille de la fête de Pâques.
- Dr Yoh Tiémoko devint directeur général de 2005 à 2012.
- Dr Yté Wongbé, hydrobiologiste remplace Dr Yoh Tiemoko de 2012 à 2022,
- Prof Sangaré Abdourahamane, biologiste moléculaire prend la direction du centre en 2022.

## Activités

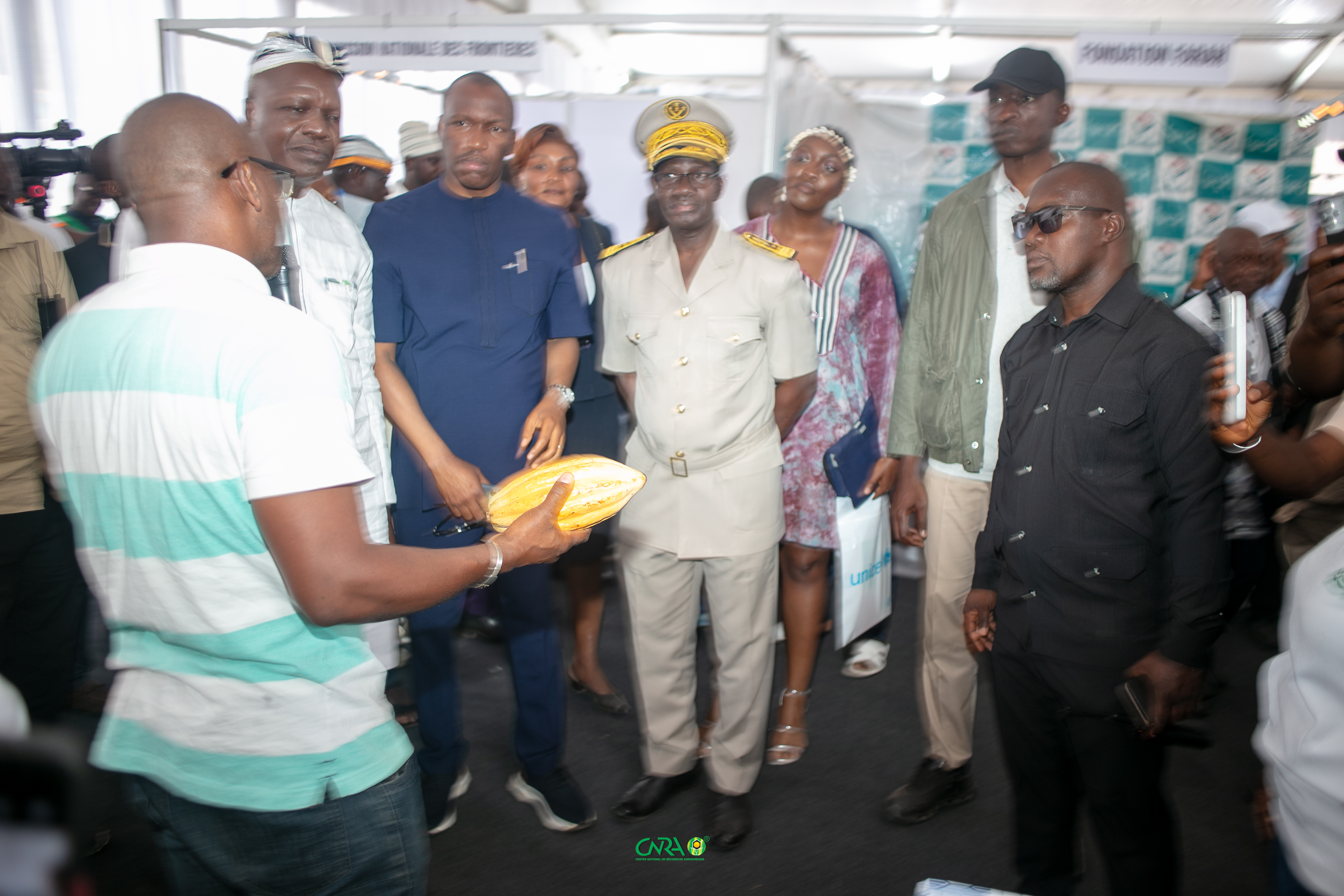
Stand du Cnra au Festival

- Participation du CNRA au Festival Tonkpi Nihidaley : Le Cnra participe pour la 7e fois au festival tonkpi nihidaley qui se tient du 18 au 22 décembre 2024 à Man dans l'ouest[8] de la Côte d'Ivoire. Un comité d'organisation dirigé par Dr Bouet Alphonse, Directeur régional du centre, et composé notamment de Dr Bahan Frank, président du comité scientifique et Dr Zadi Florent chargé du stand du CNRA, a permis au CNRA de contribuer activement à cet évènement socio-culturel dont le thème a été:" Les enjeux socio-économiques de l'intégration dans la zone forestière: le cas de la

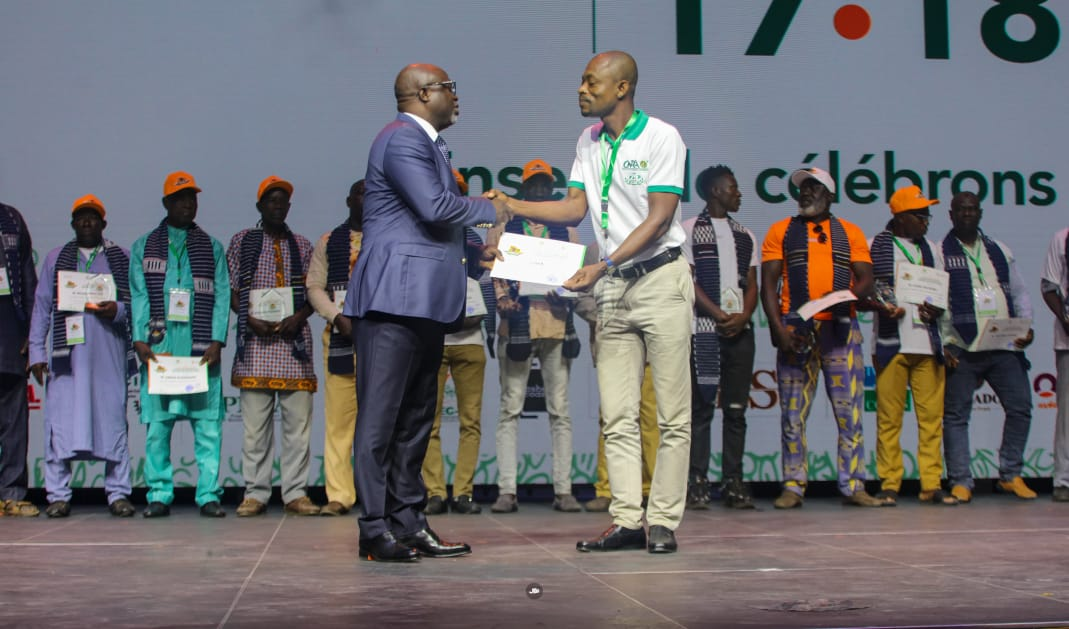
Le CNRA obtient le prix de meilleur chercheur sur le coton

- Participation du CNRA aux Journées Nationales du Producteur du Coton et de l'Anacarde : Le CNRA obtient un prix de meilleur de chercheur aux Journées Nationales du Producteur  et du Coton et de l'Anacarde (JNPC)[9] qui se tient les 17 et 18 janvier 2025 au Parc des Expositions d'Abidjan. Cette initiative du Conseil Coton Anacarde[10] (CCA) vise à célébrer et valoriser les producteurs et promouvoir et encourager la consommation des produits du Coton et de l'Anacarde. Le Prix décerné au CNRA souligne l'importance de ce centre de recherche dans l'accompagnement des filières coton et anacarde. Les JNPCA étaient ouvertes à  tous les acteurs des filières coton et anacarde et des domaines de l'agriculture, des ressources animales et halieutiques, des eaux et forets, de l'agro-industrie et l'environnement.
- Participation du CNRA au 15e  Symposium de la ISTRC-AB : Le 15e Symposium International de la Société Internationale des Plantes à Racines et Tubercules-Branche Afrique (ISTRC-AB) s'est tenu du03 au 07 février 2025 à Abidjan avec pour thème: "Exploiter les technologies de pointe et de résilience climatique ainsi que les partenariats pour une gestion durable des cultures tropicales à racines et tubercules et des bananes en vue de la sécurité  alimentaire, de la réduction de la pauvreté et du développement économique". Le CNRA a présidé l'organisation de ce symposium. A l'ouverture comme à la clôture Dr Kouakou Amani Michel, Directeur Général Adjoint du CNRA chargé de la Recherche et du Développement Agricole (DGA-RDA) a représenté le Directeur Général Prof Sangaré Abdourahamane. A l’issue de ce Symposium le DGA-RDA Dr Amani a eu un prix de recherche sur les plantes à racines et tubercules. Cette reconnaissance internationale aux travaux de recherche du DGA-RDA est une récompense de sa contribution à la science agronomique sur l'igname.

## Partenariats
Le CNRA a mené des recherches en partenariat avec l’IRD et le CIRAD sur les plantes cultivées africaines telles que le café, igname, sorgho, riz, mil, fonio.